# Monastir, Tunisia
Monastir  (în arabă المنستير ) este un oraș  în  Tunisia, situat pe malul Mării Mediterane, la 162 km sud de capitala țării. Este reședinta guvernoratului Monastir și una din cele mai importante stațiuni de pe litoralul tunisian.